# 엥긴 아키위레크
엥긴 아키위레크(Engin Akyürek, 1981년 10월 12일 ~ )는 터키의 배우이다.

## 출연 작품
- 블랙 머니 러브 (2014)
- 파트마귈 (2010)